# Maria Sjöberg

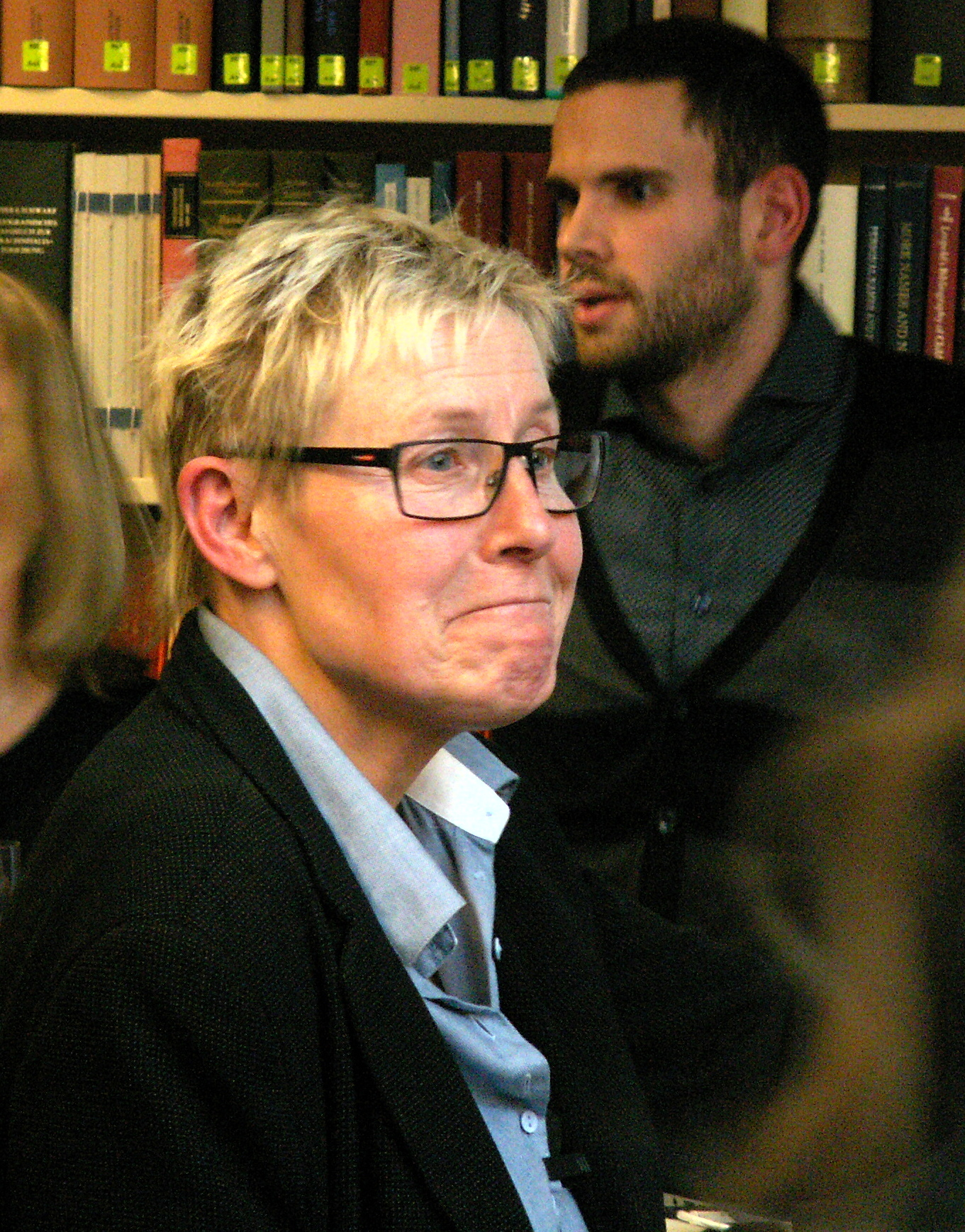
Maria Sjöberg vid presentationen av Svenskt kvinnobiografiskt lexikon 8 mars 2018.

Maria Sjöberg, född 1960, är svensk professor i historia vid Göteborgs universitet.

## Forskning
Maria Sjöberg disputerade vid Stockholms universitet 1993 med avhandlingen Järn och jord: bergsmän på 1700-talet. Hennes forskning rör sig ofta inom genushistoria under tidigmodern tid. Sjöberg har också författat läroböcker på universitetsnivå. Under åren 2016–2020 var Sjöberg (tillsammans med Lisbeth Larsson) projektledare för Svenskt kvinnobiografiskt lexikon, som lanserades i mars 2018.